# Liste des cavités naturelles les plus longues de la Drôme
La liste des cavités naturelles les plus longues de la Drôme recense, sous forme de tableau(x), les cavités souterraines naturelles connues dans ce département français, dont le développement est supérieur ou égal à mille mètres.
La communauté spéléologique considère qu'une cavité souterraine naturelle n'existe vraiment qu'à partir du moment où elle est « inventée » c'est-à-dire découverte (ou redécouverte), inventoriée, topographiée et publiée. Bien sûr, la réalité physique d'une cavité naturelle est la plupart du temps bien antérieure à sa découverte par l'homme ; cependant tant qu'elle n'est pas explorée, mesurée et révélée, la cavité naturelle n'appartient pas au domaine de la connaissance partagée.
La liste spéléométrique des 28 plus longues cavités naturelles de la Drôme (≥ mille mètres) est actualisée à fin août 2023.
La plus longue cavité souterraine naturelle répertoriée dans le département de la Drôme est  « la grotte de la Luire », sur la commune de Saint-Agnan-en-Vercors (cf. ligne 1 du tableau ci-dessous).
| \| Histogramme de la répartition des plus longues cavités naturelles de la Drôme par classe de développement -- Les 28 cavités citées fin 2019 sont réparties en 4 classes de développement -- \| \| \| \| \| \| \| \| \| \| \| \| \| \| \| classe I >= 5 000 m 6 cavité[s] \| classe II >= 2 000 m et < 5 000 m 8 cavités \| classe III >= 1 500 m et < 2 000 m 2 cavités \| classe IV >= 1 000 m et < 1 500 m 12 cavités \| \| |                                 |                                             |                                              |                                              |  |
| Le graphique qui aurait dû être présenté ici ne peut pas être affiché car il utilise l'ancienne extension Graph, désactivée pour des questions de sécurité. Des indications pour créer un nouveau graphique avec la nouvelle extension Chart sont disponibles ici . |                                 |                                             |                                              |                                              |  |
| Histogramme de la répartition des plus longues cavités naturelles de la Drôme par classe de développement -- Les 28 cavités citées fin 2019 sont réparties en 4 classes de développement -- |                                 |                                             |                                              |                                              |  |
| |                                 |                                             |                                              |                                              |  |
| | classe I >= 5 000 m 6 cavité[s] | classe II >= 2 000 m et < 5 000 m 8 cavités | classe III >= 1 500 m et < 2 000 m 2 cavités | classe IV >= 1 000 m et < 1 500 m 12 cavités |  |

## Cavités de la Drôme (France) dont le développement est supérieur ou égal à5 000 mètres
6 cavités sont recensées dans cette « classe I » au 31-08-2023.
| Réf. | Cavité (autres noms)                   | Commune                | Massif ou zone    | Coordonnées (WGS 84)        | Développe. (mètres) | Dénivel. (mètres) | Sources ou références | Mise à jour |
| ---- | -------------------------------------- | ---------------------- | ----------------- | --------------------------- | ------------------- | ----------------- | --- | ----------- |
| 1    | Grotte de la Luire                     | Saint-Agnan-en-Vercors | Massif du Vercors | 44° 53′ 29″ N, 5° 25′ 52″ E | +057 655, m         | +0587, m          | Spéléométrie de la France & Laurent Garnier                                                                                                | 2021-09     |
| 2    | Réseau des Chuats                      | Bouvante               | Massif du Vercors | 44° 53′ 20″ N, 5° 20′ 05″ E | +049 300, m         | +0368, m          | CDS 26, Pierre-Yves Belette, Florent Merlet, plongeesout.com, Grottocenter & Interclubs Chuats                                             | 2023-07     |
| 3    | Réseau Christian-Gathier               | Bouvante               | Massif du Vercors | 44° 54′ 43″ N, 5° 18′ 50″ E | +011 700, m         | +0327, m          | Spéléo magazine, plongeesout.com , Grottocenter & CDS 26                                                                                   | 2005-04     |
| 4    | Scialet de l'Aspirateur-Bidon          | La Chapelle-en-Vercors | Massif du Vercors | 44° 58′ 35″ N, 5° 24′ 37″ E | +007 576, m         | +0271, m          | Spelunca n°125 & LSD n°24. | 2023-01     |
| 5    | Grotte du Brudour - Scialet de l'Appel | Bouvante               | Massif du Vercors | 44° 55′ 29″ N, 5° 19′ 19″ E | +006 365, m         | +0199, m          | Spéléo magazine & plongeesout.com & Scialet n°2                                                                                            | 2010-12     |
| 6    | Émergence de Bourne                    | Beaufort-sur-Gervanne  | Massif du Vercors | 44° 46′ 28″ N, 5° 08′ 32″ E | +005 065, m         | +0050, m          | plongeesout.com, Le Fil n°17, Xavier Meniscus & Les mystères de l'eau en pays de Gervanne : entre l'émergence de Bourne et les Fontaigneux | 2023-08     |

## Cavités de la Drôme (France) dont le développement est compris entre2 000 mètreset4 999 mètres
8 cavités sont recensées dans cette « classe II » au 31-08-2023.
| Réf. | Cavité (autres noms)     | Commune                 | Massif ou zone    | Coordonnées (WGS 84)        | Développe. (mètres) | Dénivel. (mètres) | Sources ou références                              | Mise à jour |
| ---- | ------------------------ | ----------------------- | ----------------- | --------------------------- | ------------------- | ----------------- | -------------------------------------------------- | ----------- |
| 7    | Source du Cholet         | Saint-Laurent-en-Royans | Massif du Vercors | 44° 58′ 37″ N, 5° 20′ 13″ E | +004 331, m         | +0114, m          | Scialet n°46, Spéléo magazine & Info Plongée n°111 | 2017-12     |
| 8    | Scialet Robin            | Bouvante                | Massif du Vercors | 44° 57′ 48″ N, 5° 21′ 00″ E | +003 814, m         | +0231, m          | Thomas Dobelmann, Spéléo magazine & Grottocenter   | 2008-03     |
| 9    | Grottes de Frochet       | Saint-Jean-en-Royans    | Massif du Vercors | 45° 00′ 33″ N, 5° 19′ 34″ E | +003 892, m         | +0140, m          | plongeesout.com, LSD n°19 & David Bianzini         | 2013-01     |
| 10   | Trou de l’Aygue          | Saint-Agnan-en-Vercors  | Massif du Vercors | 44° 50′ 57″ N, 5° 26′ 33″ E | +003 500, m         | +0182, m          | Spéléo magazine & Scialet n°10                     | 2002-10     |
| 11   | Gour Fumant d’Herbouilly | Saint-Martin-en-Vercors | Massif du Vercors | 45° 01′ 28″ N, 5° 28′ 22″ E | +003 200, m         | +0163, m          | Spelunca n°77                                      | 2000-12     |
| 12   | Trou Arnaud              | Saint-Nazaire-le-Désert | Diois             | 44° 33′ 55″ N, 5° 19′ 19″ E | +002 300, m         | +0169, m          | LSD n°2 & Les Cahiers de l’Oule                    | 2000-12     |
| 13   | Grotte des Ramats        | Saint-Martin-en-Vercors | Massif du Vercors | 45° 01′ 30″ N, 5° 27′ 39″ E | +002 294, m         | +0079, m          | Grottocenter                                       | 2000-00     |
| 14   | Grotte de Thaïs          | Saint-Nazaire-en-Royans | Massif du Vercors | 45° 03′ 37″ N, 5° 14′ 47″ E | +002 006, m         | +0110, m          | plongeesout.com & Laurent Garnier                  | 2018-06     |

## Cavités de la Drôme (France) dont le développement est compris entre1 500 mètreset1 999 mètres
2 cavités sont recensées dans cette « classe III » au 31-12-2019.
| Réf. | Cavité (autres noms) | Commune               | Massif ou zone    | Coordonnées (WGS 84)        | Développe. (mètres) | Dénivel. (mètres) | Sources ou références                        | Mise à jour |
| ---- | -------------------- | --------------------- | ----------------- | --------------------------- | ------------------- | ----------------- | -------------------------------------------- | ----------- |
| 15   | Grotte de Sarrier    | Beaufort-sur-Gervanne | Massif du Vercors | 44° 46′ 21″ N, 5° 08′ 06″ E | +001 600, m         | +0026, m          | Grottocenter                                 | 2005-02     |
| 16   | Grotte du Fernet     | Chamaloc              | Massif du Vercors | 44° 49′ 37″ N, 5° 24′ 08″ E | +001 560, m         | +0069, m          | plongeesout.com, Scialet n°38 & Scialet n°38 | 2009-08     |

## Cavités de la Drôme (France) dont le développement est compris entre1 000 mètreset1 499 mètres
12 cavités sont recensées dans cette « classe IV » au 31-12-2019.
| Réf. | Cavité (autres noms)               | Commune                 | Massif ou zone    | Coordonnées (WGS 84)        | Développe. (mètres) | Dénivel. (mètres) | Sources ou références                                                                    | Mise à jour |
| ---- | ---------------------------------- | ----------------------- | ----------------- | --------------------------- | ------------------- | ----------------- | ---------------------------------------------------------------------------------------- | ----------- |
| 17   | Grotte Supérieure de Pellebit      | Treschenu-Creyers       | Diois             | 44° 41′ 40″ N, 5° 32′ 23″ E | +001 450, m         | +0088, m          | Grottocenter, LSD n°5 & LSD n°8                                                          | 2000-12     |
| 18   | Trou du Bœuf                       | Saint-Laurent-en-Royans | Massif du Vercors | 44° 59′ 19″ N, 5° 21′ 20″ E | +001 450, m         | +0117, m          | Grottocenter, Scialet n°15 & Spéléo Magazine n°111                                       | 2020-10     |
| 19   | Grotte-résurgence du Courant d’Air | Saint-Agnan-en-Vercors  | Massif du Vercors | 44° 50′ 54″ N, 5° 26′ 18″ E | +001 300, m         | +0052, m          | Spéléométrie de la France                                                                | 2000-12     |
| 20   | Goule Verte                        | Saint-Julien-en-Vercors | Massif du Vercors | 45° 04′ 22″ N, 5° 29′ 32″ E | +001 285, m         | +0071, m          | Scialet n°42, Activités spéléologiques du CAF d'Albertville- Année 2009 & David Bianzini | 2014-12     |
| 21   | Grotte du Berger                   | Saint-Julien-en-Quint   | Massif du Vercors | 44° 53′ 39″ N, 5° 18′ 42″ E | +001 240, m         | +0063, m          | Spéléométrie de la France & LSD n°15                                                     | 2000-12     |
| 22   | Siphon d’Arbois                    | Saint-Julien-en-Vercors | Massif du Vercors | 45° 04′ 28″ N, 5° 27′ 07″ E | +001 223, m         | +0134, m          | Scialet n°38 & Le Fil                                                                    | 2009-12     |
| 23   | Perte du ruisseau des Sagnes       | Vassieux-en-Vercors     | Massif du Vercors | 44° 52′ 10″ N, 5° 23′ 14″ E | +001 214, m         | +0121, m          | Grottocenter, CHV, L'Echo des Vulcains n°59 & L'Echo des Vulcains n°61                   | 2020-12     |
| 24   | Baume des Anges                    | Donzère                 |                   | 44° 27′ 24″ N, 4° 42′ 09″ E | +001 200, m         | +0094, m          | LSD n°4 & LSD n°13                                                                       | 2000-12     |
| 25   | Scialet du Satyre                  | Bouvante                | Massif du Vercors | 44° 56′ 24″ N, 5° 19′ 48″ E | +001 200, m         | +0190, m          | Scialet n°8, Scialet n°9 & Scialet n°32                                                  | 2000-12     |
| 26   | Gouffre Chassillan                 | Gresse-en-Vercors       | Massif du Vercors | 44° 53′ 21″ N, 5° 29′ 13″ E | +001 187, m         | +0085, m          | Spéléométrie de la France                                                                | 2000-12     |
| 27   | Scialet de la Grande Astrance      | Saint-Agnan-en-Vercors  | Massif du Vercors | 44° 53′ 18″ N, 5° 26′ 53″ E | +001 011, m         | +0172, m          | Grottocenter & LSD n°19                                                                  | 2017-05     |
| 28   | Scialet Michellier                 | Vassieux-en-Vercors     | Massif du Vercors | 44° 51′ 55″ N, 5° 22′ 41″ E | +001 000, m         | +0100, m          | CHV & Grottocenter                                                                       | 2000-12     |